# Hypopachus barberi
Hypopachus barberi es una especie de anfibio anuro de la familia Microhylidae. Se encuentra en El Salvador, Guatemala, Honduras y sur de México entre los 1470 y los 2200 m s. n. m. Se encuentra amenazada de extinción a causa de la tala de los bosques de roble y pino en los que vive.